# Endocrossis
Endocrossis là một chi bướm đêm thuộc họ Crambidae.

## Các loài
- Endocrossis caldusalis (Walker, 1859)
- Endocrossis flavibasalis (Moore, 1867)
- Endocrossis kenricki Swinhoe, 1916
- Endocrossis quinquemaculalis Sauber in Semper, 1899

Các loài trước đây
- Endocrossis fulviterminalis (Hampson, 1898)